# Cemsa
La Cemsa (Ciudad Empresarial Sarmiento Angulo) es una zona empresarial y de negocios que se desarrolla al occidente de Bogotá, Colombia. Se ha anunciado la construcción de 18 torres en total. Hay seis construidas y una en construcción. Se desarrolla entre las calle 24 A y la avenida Eldorado y las carreras 54 y 60, en el barrio Salitre Oriental. Está conectado mediante un puente peatonal a la estación de TransMilenio CAN - British Council.

## Historia
En 2007 inició la construcción de la Cemsa por iniciativa del empresario colombiano Luis Carlos Sarmiento Angulo. En la manzana ubicada al occidente de todo el complejo junto al centro comercial Gran Estación se inauguró en 2009 la torre número 2 que tomó el nombre de la empresa colombiana Avianca.
Un año después de haber iniciado la construcción de la torre Avianca en 2007, inició la construcción de la torre número 1, esta se encuentra al costado occidental de la torre 2, al finalizar la construcción se conoció que la segunda torre que se iba a inaugurar en la Cemsa tomaría el nombre de la Cámara Colombiana de la Infraestructura (CCI). Finalmente la obra se entrega a los clientes en septiembre del 2010.
A finales de 2009 se puso la primera piedra de las torres 3 y 4, ambas torres se construyeron a la vez teniendo en cuenta que aparentemente son una sola torre pero el funcionamiento de ambas es completamente independiente. Luego de haber terminado la construcción se realizó la entrega simultánea de ambas torres y se les impuso el nombre de la compañía colombiana de cementos Argos que reunió todas las oficinas de Bogotá en esta sede en 2011. Este mismo año, las torres Argos recibieron la precertificación de construcción LEED entregado por el Consejo de la Construcción Verde de los Estados Unidos (US Green Building Council).
En abril de 2013 inició la construcción de las torres 7 y 8 que al igual que las torres 3 y 4 parecen ser una sola torre pero en realidad funcionan de forma independiente, estas torres tienen 16 pisos a diferencia de las cuatro construidas antes con 10 pisos cada una. Las torres tienen el nombre del Departamento Administrativo de Ciencia, Tecnología e Innovación Colciencias. También se anunció que el Cemsa contaría con un centro de convenciones de 40.000 m² con capacidad para albergar grandes eventos y que además, una de las futuras torres se dedicaría exclusivamente a la construcción del primer hotel Grand Hyatt de Colombia que inició en junio de 2014.
Luego de haber pausado la construcción de nuevos edificios en el complejo empresarial, en mayo de 2024 se anunció el inicio de la construcción de las Torres 5 y 6 que, al igual que las últimas torres construidas visualmente parecen un único edificio pero en realidad funcionarían de manera independiente, al igual que las torres 7 y 8 estas torres tendrán 16 pisos. Aún no se ha auninciado el nombre oficial que tendrán cada una de las torres.
La Cemsa es el proyecto inmobiliario no residencial más grande en la historia de Bogotá.

## Edificaciones
El Cemsa se desarrolla en tres manzanas independientes con circulación compartida por medio de una gran plaza central de 550 metros lineales que atraviesa los tres conjuntos y un ancho de entre 20 y 24 metros la cual comunica peatonalmente los accesos a los edificios y los locales en los primeros pisos donde están situados restaurantes, cafés, bancos y servicios complementarios. Además, conecta peatonalmente el centro comercial Gran Estación y el edificio de la Gobernación de Cundinamarca. En cada súper manzana la plaza central cuenta con cerca de 4.000 m² y bajo cada una de ellas hay tres sótanos de parqueo con una capacidad aproximada de 2.500 cupos en cada una.

### Torre Avianca

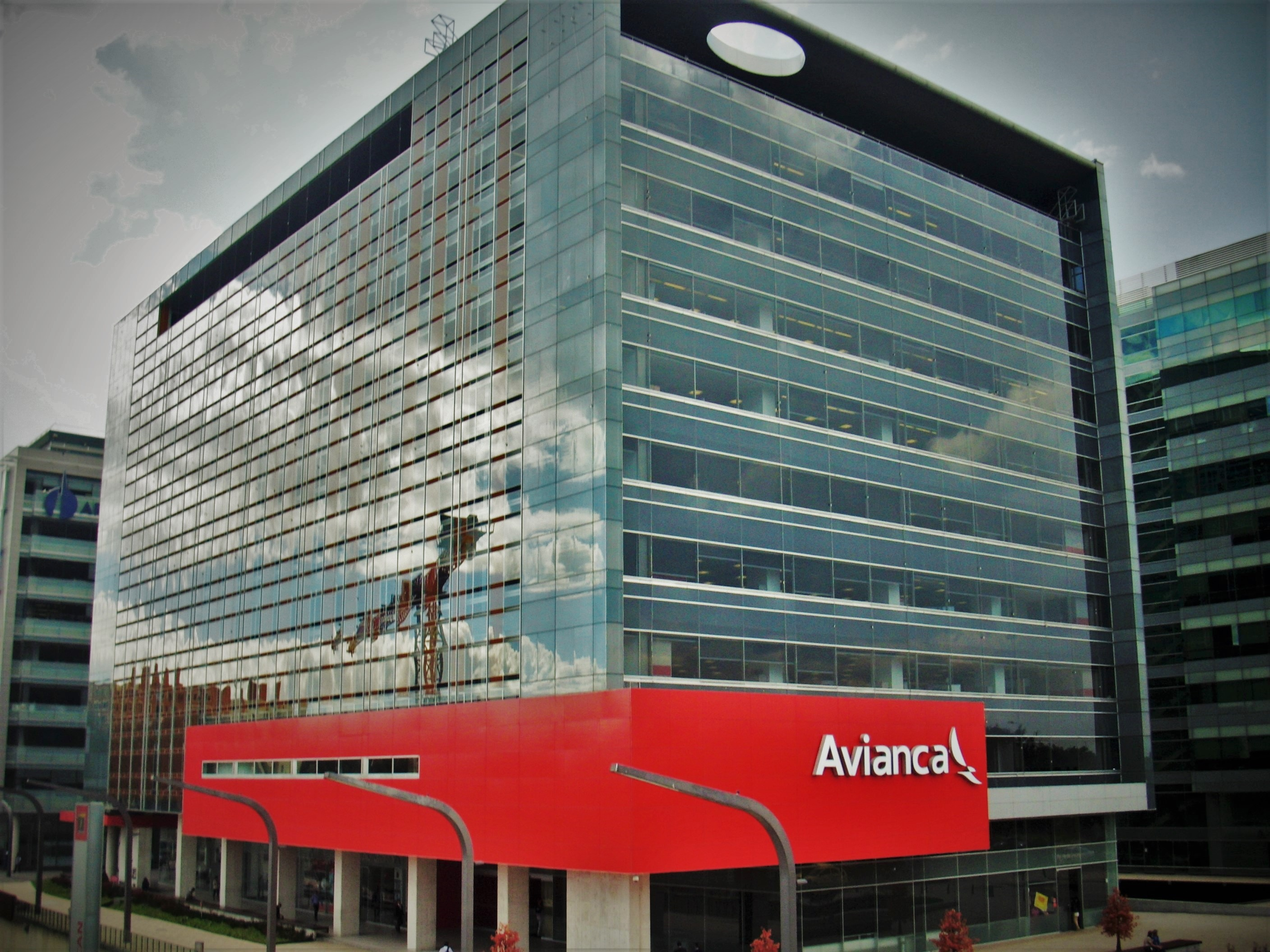
Torre Avianca.

Como parte de los planes de crecimiento de la aerolínea colombiana Avianca, las directivas de la empresa decidieron trasladar su sede a este complejo inmobiliario que inició construcción en el 2007 y finalizó en el 2009, este fue el primer edificio que se inauguró en la Cemsa. El edificio consta de 10 pisos de altura, en la terraza de la torre se encuentra ubicado un helipuerto destinado al uso particular de los empresarios de la torre, además tiene tres sótanos destinados a los espacios de parqueo de los vehículos de los propietarios de la torre y de los visitantes. En el primer piso se encuentran 8 locales comerciales conectados directamente con la plazoleta central, en el segundo piso se encuentra un gran auditorio al servicio de Avianca y el resto de los pisos están destinados a las oficinas de la empresa que es dueña de la totalidad del edificio.

### Torre CCI

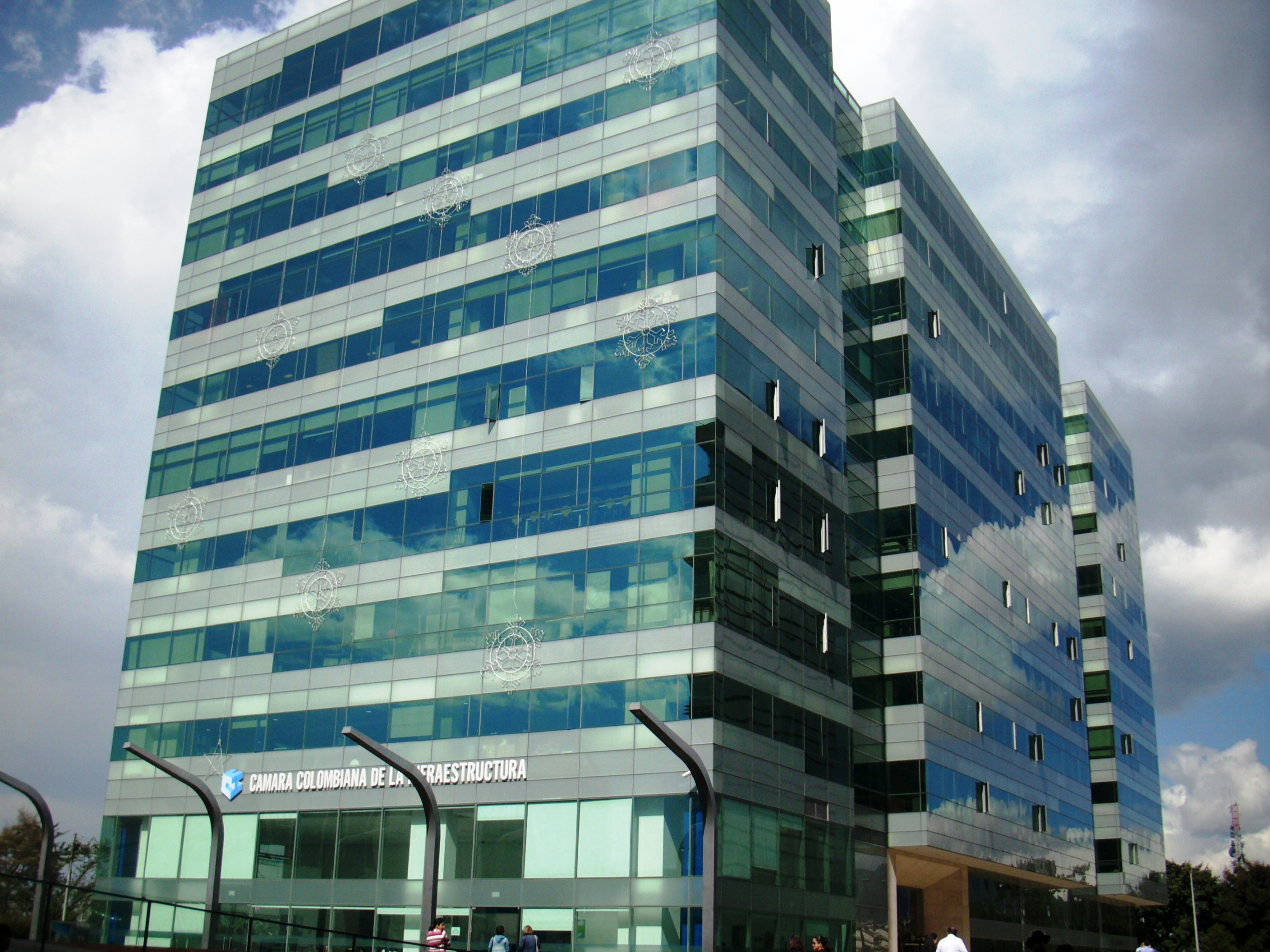
Torre de la Cámara Colombiana de la Infraestructura.

La Cámara Colombiana de la Infraestructura reúne a varias empresas encargadas de la construcción de las vías y la infraestructura en general de Colombia, la entidad tomó la decisión de reunir en un solo edificio 20 de las empresas afiliadas a ella en la segunda torre de la Cemsa que inició construcción en el 2008 y finalizó en el 2010. El edificio cuenta con 10 pisos de altura, tiene tres sótanos destinados a 499 espacios de parqueo de los vehículos de los propietarios de la torre y de los visitantes. En el primer piso se encuentran los locales comerciales conectados directamente con la plazoleta central. Las instalaciones del décimo piso cuentan con salas de conferencias y oficinas virtuales para los afiliados que requieran este servicio. 
El edificio tiene un diseño bioclimático en la fachada, cuyos vidrios permiten reducir la luz y el calor, lo cual disminuyó la inversión en equipos de enfriamiento y en consumo de energía. Adicionalmente, es el primer edificio empresarial que utiliza una tecnología probada por la industria, con ocho micro turbinas a gas que producen la energía eléctrica y el aire acondicionado que requiere el edificio. Entre las compañías de infraestructura que tienen su sede en el edificio están la Agencia Nacional de Hidrocarburos, Autopistas del Café, CCFC, Civilia, Coviandes, Conconcreto, Coninsa Ramón H, Convel y Grupo Odinsa, entre otros.

### Torre Argos

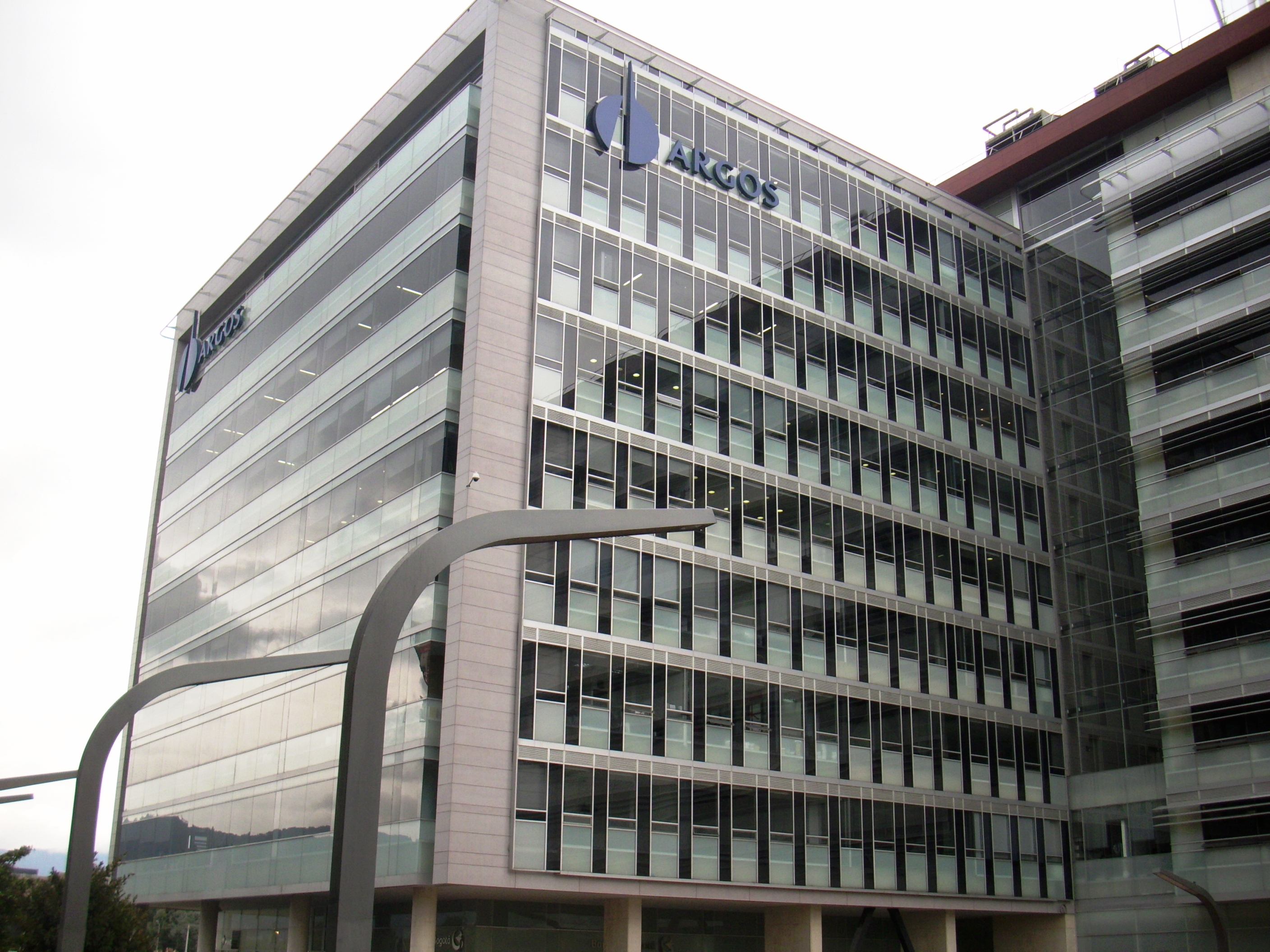
Torre Argos.

Las que en el diseño se conocían como torres 3 y 4 pasaron a convertirse en el conjunto o torre Argos, una estructura que desde el exterior parece ser un solo edificio, pero sin embargo el funcionamiento de estas torres es independiente. La torre Argos se convirtió en la tercera y cuarta torre de la Cemsa que inició construcción en simultánea en el 2009 y finalizó en el 2011. El edificio cuenta con 10 pisos de altura, tiene tres sótanos destinados a 836 espacios de parqueo de los vehículos de los propietarios de la torre y de los visitantes. En el primer piso se encuentran los locales comerciales conectados directamente con la plazoleta central. La inauguración de esta torre sirvió para completar la primera plaza central peatonal de las tres que compone el proyecto.
La construcción de las torres 3 y 4 recibió la precertificación LEED entregada por el Consejo de la Construcción Verde de los Estados Unidos (US Green Building Council) que se entrega a las obras que aportan al desarrollo sostenible. La precertificación la obtuvo porque las torres captan las aguas lluvias para el uso en baños y el riego de las zonas verdes, las torres fueron dotadas con orinales y sanitarios de bajo consumo, se utilizaron equipos con bajo consumo energético como los ascensores inteligentes, la iluminación está basada en detectores de movimiento y la extracción de gases de los sótanos es activada por sensores de concentración.

### Torre Colciencias

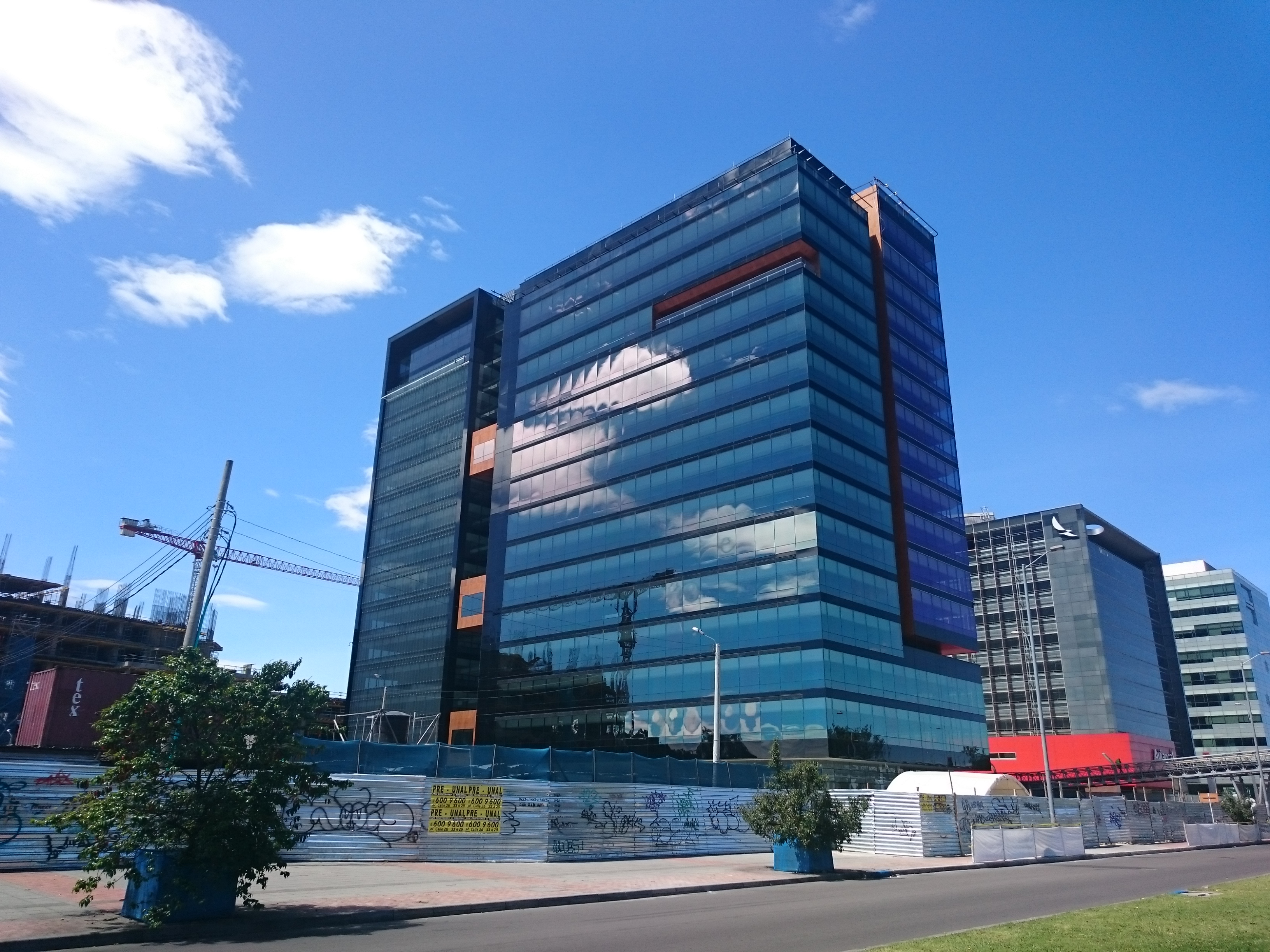
Torre Colciencias.

Las torres 7 y 8, conocidas también en su conjunto como torre Colciencias, se encuentra en la manzana donde se construye el Hotel Grand Hyatt Bogotá y el centro de convenciones que tendrá la Cemsa. El edificio en forma de "L" está conformado por tres sótanos con capacidad para 782 vehículos y 16 pisos de oficinas, a diferencia de las anteriores torres inauguradas que tienen 10 pisos cada una. El diseño del edificio es bioclimático al igual que el de la torre Argos. La estructura tiene un gran lobby para las dos torres que operan de manera independiente, cada una cuenta con su propia recepción y sistema de ascensores. Tienen un sistema central de refrigeración, ventilación natural y ventanería eficiente. En la cubierta de cada torre se instalaron zonas verdes con jardines y terrazas con acceso para los funcionarios y empleados de las oficinas que utilizan las torres. El primer piso cuenta con comercio y espacios de uso corporativos que sirven a las torres y al público que circula por la segunda plaza peatonal.
La cimentación y estructura de la torre se construyó en concreto armado siguiendo los requerimientos establecidos por el Reglamento Colombiano de Construcción Sismo Resistente (NSR-10), la microzonificación sísmica de Bogotá y las recomendaciones del estudio de suelos. La cimentación está conformada por un conjunto de losa y pilotes, la losa controla esfuerzos de fondo y los pilotes transmiten las cargas al suelo a 50 metros de profundidad. Cada torre cuenta con escaleras de evacuación, una de las cuales es presurizada con salida directa al exterior.
La construcción de las torres 7 y 8 o torre Colciencias realizó el proceso de certificación LEED al disminuir los impactos ambientales y reducir los consumos de energía. Se implementaron instalaciones hidrosanitarias para el aprovechamiento de las aguas lluvias con el objetivo de reducir los costos de operación, todos los equipos son integrados y monitoreados por un sistema de seguridad y automatización, la ventanería es eficiente y la ventilación es natural, además, los ascensores de las torres funcionan con un sistema de motores de alta eficiencia que reducen el consumo energético.

### Hotel Grand Hyatt

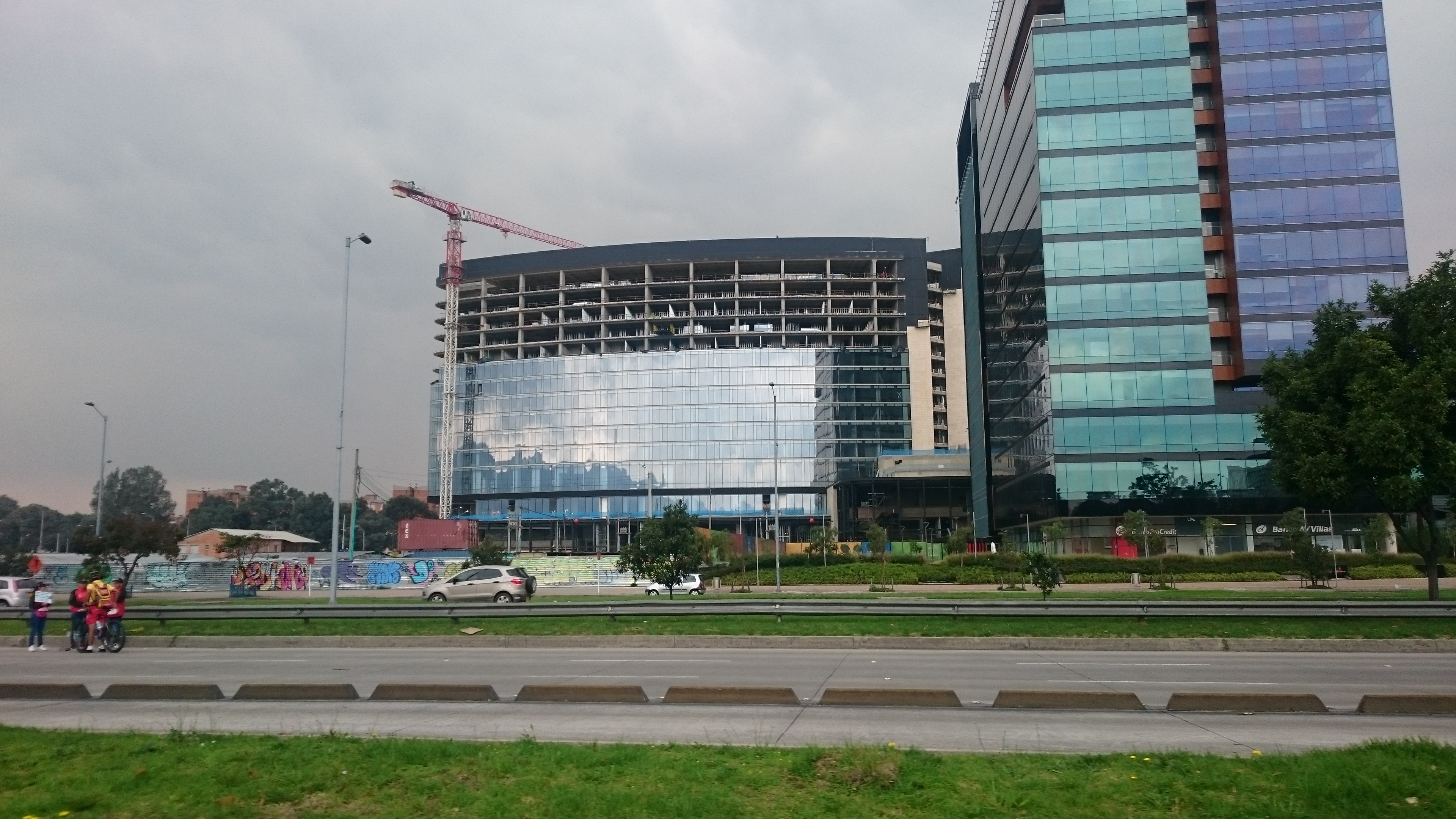
Construcción Hotel Hyatt en marzo de 2017.

En junio de 2012 las directivas de la firma hotelera Hyatt firmaron un acuerdo para construir el primer hotel Grand Hyatt de Colombia y el tercero de América Latina después de los construidos en Santiago de Chile y en São Paulo y en junio de 2014 se inició la construcción del hotel cinco estrellas, finalmente el hotel fue inaugurado el 29 de agosto de 2018.
El hotel tiene 373 habitaciones en 14 pisos y 850 parqueaderos en 3 sótanos. Además cuenta con un salón de baile de 1200 m2, dos restaurantes con vista a los cerros orientales. Cuenta además con piscina, spa y helipuerto. El hotel fue diseñado para contrastar con los edificios de oficinas rectilíneos que se encuentran en la Cemsa, y se configura como una elipse con un atrio abierto en el centro. El edificio está revestido con un muro cortina de vidrio de alta eficiencia y de aluminio, con paneles de piedra sólida en la base y los extremos del edificio.
La cimentación del Hotel Grand Hyatt consta de 516 pilotes con diámetros entre 0,60 m y 0,80 m, además cuenta con 364 m de pantallas perimetrales con profundidad de 20 m y 21 unidades de barretes de espesor de 0,40 m y profundidad de 45 m. Se construyó en el desarrollo de la segunda manzana de la Cemsa. El costo de la obra fue de aproximadamente 250 millones de dólares y cuenta con un área total construida de 78 000 m2.

### Torres 5 y 6
En mayo de 2024 inició la construcción de las torres inicialmente denominadas como 5 y 6, estas torres se ubican en el extremo occidental del complejo Cemsa. 
El proyecto de 16 pisos integrará arquitectura sostenible a cargo del arquitecto Rafael de la Hoz. Tendrá un total de 24 977 m2 construidos, 800 m2 de zonas comunes, 550 m2 de zonas verdes en las terrazas, 550 m2 destinados a espacios comerciales en el primer piso y alrededor de 500 plazas de estacionamiento. Dispondrá de un centro de control BMS por sus siglas en inglés (Building Management System) que supervisará cada subsistema de las torres como el suministro eléctrico de respaldo, el control de la ventilación mecánica o el funcionamiento de los ascensores.
La construcción de las torres se encuentra en proceso de certificación LEED dadas las características de sostenibilidad con las que contará como vidrios de baja emisividad que protegen a los ocupantes, optimización de luz natural, ventilación mecánica con filtros y lámparas UV para la limpieza y mejor calidad del aire, climatización eficiente para zonas comunes, reutilización de agua lluvia en sanitarios y en el 100 % de riego, bicicleteros e infraestructura de carga de vehículos eléctricos.

### Proyecto de Centro de Convenciones
En diciembre de 2013 el Instituto Distrital de las Artes (Idartes) anunció que se tiene planeado construir en la segunda manzana de la Cemsa un complejo cultural de 40.000 m² Se ha anunciado que contaría con dos auditorios, uno con capacidad para 1.400 sillas y otro para 400 sillas. También habría un restaurante, una galería, una tienda especializada en cultura además de las áreas de servicio que se requieren para el funcionamiento del centro de convenciones. Aún no se ha definido la fecha de inicio de las obras.